# Río Lao
El Lao (griego: Λᾶος; latín: Laus, Laos o Laüs; anteriormente también Laino) es un río de la Italia meridional, que nace en el macizo del Monte Pollino (Basilicata) y desemboca en el mar Tirreno (Calabria), después de un recorrido de 51 km.
Nace en la Basilicata con el nombre de río Mercure. Toma el nombre de la antigua ciudad de Laos, en la Magna Grecia. Es una corriente considerable, que nace en los Apeninos lucanos, en la provincia de Potenza, región de Basilicata y desemboca en el golfo de Policastro cerca de Santa Maria del Cedro, provincia de Cosenza, región de Calabria. Cerca de la desembocadura se encuentran las ruinas de la antigua colonia griega de Laüs. Tanto Plinio como Ptolomeo y Estrabón describen el río y señalan que era el límite entre la Lucania y el Brucio en la antigüedad. (Estrab. vi., p. 253; Plin. iii. 5. s. 10; Ptol. iii. 1. § 9)
Estrabón habla de un golfo de Laüs, por el que a duras penas podemos entender otro que la amplia bahía actualmente llamada golfo de Policastro, que puede considerarse como una extensión desde el promontorio de Pino (Cabo de los Infreschi) a cerca de Cirella.
El valle del río se encuentra incluido dentro del Parque nacional del Pollino.

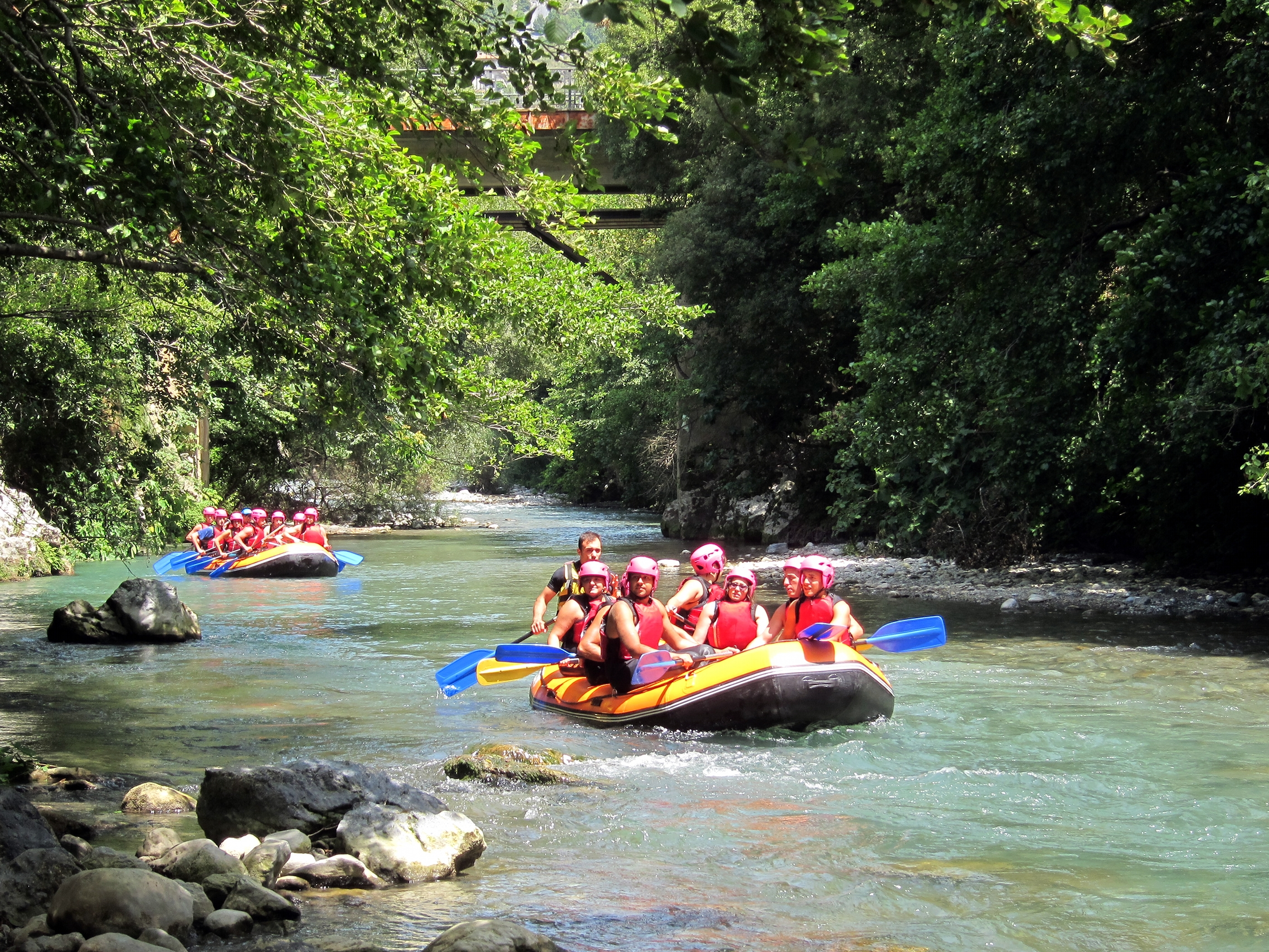
Rafting en el rio Lao